# Dienstjubiläumsverordnung
Die Verordnung über die Gewährung von Dienstjubiläumszuwendungen  (DJubV) regelt die Gewährung von Jubiläumszuwendungen an Beamte, Soldaten und Richter im Bundesdienst der Bundesrepublik Deutschland.
Der Anspruch auf Jubiläumszuwendungen ergibt sich aus § 84 Bundesbeamtengesetz sowie § 30 Absatz 4 Soldatengesetz. Die Zuwendung beträgt nach einer Dienstzeit von
- 25 Jahren 350 Euro,
- 40 Jahren 500 Euro,
- 50 Jahren 600 Euro.

Die Gewährung der Zuwendung wird zurückgestellt, wenn und solange gegen den Dienstjubilar ein Straf- oder Disziplinarverfahren anhängig ist (§ 5 Absatz 1 DJubV). Damit sollen mögliche Wertungswidersprüche – Anerkennung von treuen Diensten einerseits, Verhängung einer Disziplinarmaßnahme wegen Dienstpflichtverletzungen andererseits – vermieden werden.
Vorläufer der Dienstjubiläumsverordnung waren die Verordnung über die Gewährung von Jubiläumszuwendungen an Beamte und Richter des Bundes in der Fassung der Bekanntmachung vom 13. März 1990 (BGBl. I S. 487) und die Soldatenjubiläumsverordnung vom 24. Juli 2002 (BGBl. I S. 2806). Beide Verordnungen wurden durch § 7 DJubV aufgehoben.